# Liste des députés de Meurthe-et-Moselle
Liste des députés de Meurthe-et-Moselle

## IIIeRépublique

### Assemblée nationale(1871-1876)
Le département de Meurthe-et-Moselle est créé le 7 septembre 1871, à partir des territoires des départements de la Meurthe et de la Moselle que le traité de Francfort avait laissés à la France.
- Edmond Berlet, Union républicaine
- Henri Varroy, Gauche républicaine
- Camille Claude, Gauche républicaine
- Étienne Ancelon, Gauche républicaine
- Marc Brice, Gauche républicaine
- Antoine Viox, Gauche républicaine, décédé le 27 juin 1874
- Georges La Flize, Gauche républicaine
- Édouard Bamberger, Gauche républicaine
- Félix Deschange, Gauche républicaine

### Irelégislature(1876-1877)
- Étienne de Ladoucette
- Albert Berlet
- Joseph Cosson
- Jules Duvaux
- Camille Claude décédé en 1876, remplacé par Joseph Petitbien

### IIelégislature(1877-1881)
- Étienne de Ladoucette
- Albert Berlet
- Paul Michaut
- Jules Duvaux
- Joseph Petitbien

### IIIelégislature(1881-1885)
- Albert Berlet élu sénateur en 1883 remplacé par Théophile Nicolas Noblot
- Camille Viox
- Jules Duvaux
- Alfred Mézières
- Joseph Petitbien

### IVelégislature(1885-1889)
- Jules Cordier
- Charles Munier
- Camille Viox
- Jules Duvaux
- Alfred Mézières
- Théophile Nicolas Noblot

### Velégislature(1889-1893)
- Nancy-3 : Maurice Barrès, Boulangiste
- Nancy-1 : Alfred Gabriel, Boulangiste
- Nancy-2 : Albert Papelier, Républicain
- Toul : Jules Cordier, Républicain
- Lunéville : Camille Viox, Républicain
- Briey : Alfred Mézières, Républicain

Source : journal Le Temps du 24 septembre et du 8 octobre 1889 sur Gallica,.

### VIelégislature(1893-1898)
- Toul : Gustave Chapuis, Radical
- Nancy-2 : Albert Papelier, Républicain
- Nancy-3 : Édouard Henrion, Républicain
- Lunéville : Camille Viox, Républicain
- Nancy-1 : Jules Brice, Rallié
- Briey : Alfred Mézières, Républicain

Source : journal Le Temps du 22 août et du 5 septembre 1893 sur Gallica,.

### VIIelégislature(1898-1902)
- Briey : Alfred Mézières, Républicain, élu sénateur en 1900, remplacé par Albert Lebrun, Républicain
- Nancy-3 : Ludovic Gervaize, Rallié Antisémite
- Lunéville : Nicolas Fenal, Républicain
- Toul : Gustave Chapuis, Radical
- Nancy-2 : Albert Papelier, Républicain
- Nancy-1 : Jules Brice, Républicain

Source : journal Le Temps du 10 mai et du 24 mai 1898 sur Gallica,.

### VIIIelégislature(1902-1906)
- Briey : Albert Lebrun, Républicain
- Nancy-1 : Jules Brice, Républicain, décédé en 1905, remplacé par Louis Marin, Républicain progressiste, élu le 8 octobre 1905
- Nancy-2 : Fery de Ludre, Nationaliste
- Lunéville : Jules Corrard des Essarts, Nationaliste
- Nancy-3 : Ludovic Gervaize, Nationaliste
- Toul : Gustave Chapuis, Radical

Source : journal Le Temps du 29 avril et du 13 mai 1902 sur Gallica,.

### IXelégislature(1906-1910)
- Nancy-3 : Jean Grillon, Radical
- Briey : Albert Lebrun, Républicain progressiste
- Nancy-1 : Louis Marin, Républicain progressiste
- Nancy-2 : Fery de Ludre, Action libérale (Nationaliste)
- Lunéville : Raoul Méquillet, Radical socialiste
- Toul : Gustave Chapuis, Républicain (Gauche radicale)

Sources : Journal Le Temps du 6 et du 22 mai 1906 sur Gallica - ,.

### Xelégislature(1910-1914)
- Briey-2 : Georges Grandjean, Gauche radicale
- Briey-1 : Albert Lebrun, Gauche démocratique
- Nancy-1 : Louis Marin, Républicain progressiste
- Nancy-2 : Fery de Ludre, Action libérale
- Toul : Gustave Chapuis, Gauche radicale, élu sénateur en 1911, remplacé par Albert Denis, Gauche radicale, élu le 7 mai 1911
- Lunéville : Raoul Méquillet, Gauche radicale
- Nancy-3 : Émile Driant, Action libérale

Sources : Journal Le Temps du 24 avril et du 8 mai 1910 sur Gallica - ,.

### XIelégislature(1914-1919)
- Briey-2 : François de Wendel, Fédération républicaine (Droite)
- Toul : Charles Fringant, Gauche radicale
- Briey-1 : Albert Lebrun, Républicain de gauche (modéré)
- Nancy-1 : Louis Marin, Fédération républicaine (Droite)
- Nancy-2 : Fery de Ludre, Action libérale, décédé le 20 mai 1915, non remplacé
- Lunéville : Raoul Méquillet, Républicain de gauche (modéré), décédé le 31 juillet 1919, non remplacé
- Nancy-3 : Émile Driant, Action libérale, Mort pour la France le 22 février 1916, non remplacé

Sources : Journal Le Temps du 28 avril et du 12 mai 1914 sur Gallica - ,.

### XIIelégislature(1919-1924)
Les élections législatives de 1919 furent organisées au scrutin proportionnel de liste. Elles marquèrent au niveau national la victoire du "Bloc national" de centre-droit.
Liste d'entente républicaine et d'union nationale
- Albert Lebrun, Ministre des Régions libérées, Républicain de gauche (modéré), élu sénateur en 1920, non remplacé
- Louis Marin, Entente républicaine démocratique
- Georges Mazerand, Républicain de gauche (modéré)
- Désiré Ferry, Entente républicaine démocratique
- Édouard de Warren, Entente républicaine démocratique
- Charles Fringant, Gauche républicaine démocratique
- François de Wendel, Entente républicaine démocratique

Source : Barodet sur le site de l'Assemblée Nationale - https://bibnum.sciencespo.fr/s/catalogue/ark:/46513/sc16m2kz#?c=&m=&s=&cv=

### XIIIelégislature(1924-1928)
Les élections législatives de 1924 furent organisées au scrutin proportionnel de liste. Elles marquèrent au niveau national national la victoire du "Cartel des gauches".
Liste d'Union républicaine et nationale
- Louis Marin, Union républicaine démocratique, Ministre des Régions libérées
- Désiré Ferry, Union républicaine démocratique
- Georges Mazerand, Républicain de gauche (modéré)
- François de Wendel, , Union républicaine démocratique, Ingénieur civil des Mines
- Louis Petitier, Maire de Longwy, décédé le 27 mai 1924 (n'a jamais siégé), non remplacé
- Charles Fringant, Gauche radicale, Vigneron à Toul
- Édouard de Warren, Union républicaine démocratique

Source : Barodet sur le site de l'Assemblée Nationale - https://bibnum.sciencespo.fr/s/catalogue/ark:/46513/sc16m1m0#?c=&m=&s=&cv=

### XIVelégislature(1928-1932)
Les élections législatives furent au scrutin d'arrondissement majoritaire à deux tours de 1928 à 1936.
- Nancy-3 : Désiré Ferry, Union républicaine démocratique
- Briey-1 : Pierre Amidieu du Clos, Union républicaine démocratique
- Lunéville : Georges Mazerand, Républicain de gauche (modéré)
- Briey-2 : François de Wendel, Union républicaine démocratique
- Toul : Charles Fringant, Gauche radicale
- Nancy-2 : Édouard de Warren, Union républicaine démocratique
- Nancy-1 : Louis Marin (homme politique), Union républicaine démocratique

Source : Élections législatives 22-29 avril 1928 de Georges Lachapelle - https://gallica.bnf.fr/ark:/12148/bpt6k320439r.texteImage#

### XVelégislature(1932-1936)
- Nancy-3 : Désiré Ferry, Centre républicain
- Briey-1 : Pierre Amidieu du Clos, Indépendant d'action économique, sociale et paysanne
- Toul : Jules Chamvoux, Gauche radicale, décédé le 14 décembre 1934, remplacé par Jean Quenette, Républicain indépendant et d'action sociale, élu le 17 mars 1935
- Briey-2 : François de Wendel, Fédération républicaine, élu sénateur en 1933, remplacé par Philippe Serre, Indépendant de Gauche, élu le 2 avril 1933
- Nancy-2 : Émile Seitz, Radical-socialiste
- Lunéville : Georges Mazerand, Gauche radicale
- Nancy-1 : Louis Marin, Fédération républicaine

### XVIelégislature(1936-1940)
- Nancy-2 : François-Valentin, Fédération républicaine
- Briey-1 : Georges Izard, Parti frontiste
- Toul : Jean Quenette, Républicains indépendants et d'action sociale
- Nancy-3 : Pierre-Olivier Lapie, SFIO
- Briey-2 : Philippe Serre, Parti de la Jeune République
- Lunéville : Georges Mazerand, Gauche démocratique et radicale indépendante
- Nancy-1 : Louis Marin, Fédération républicaine

## Quatrième République

### Première Assemblée constituante (novembre 1945 - juin 1946)
Maurice Kriegel-Valrimont, PCF
Pierre-Olivier Lapie, SFIO
René Peeters, SFIO
Henri Groues, "L'abbé Pierre", MRP
Louis Marin, RI
Robert Kalis, PRL

### Deuxième Assemblée constituante (juin-novembre 1946)
Maurice Kriegel-Valrimont, PCF
René Peeters, SFIO
Henri Groues, "L'abbé Pierre", MRP
Alexandre Caspary, MRP
Louis Marin, PRL
Pierre André, PRL

### Ière législature (1946-1951)
Maurice Kriegel-Valrimont, PCF
Pierre-Olivier Lapie, SFIO
Henri Groues, "L'abbé Pierre", MRP
Louis Marin, PRL
Pierre André, PRL
Jean Crouzier, PRL

### IIème législature (1951-1956)
Maurice Kriegel-Valrimont, PCF
Pierre-Olivier Lapie, SFIO
Pierre André, RI
Napoléon Cochart, RPF
Philippe Barrès, RPF

### IIIème législature (1956-1958)
Maurice Kriegel-Valrimont, PCF
Louis Dupont, PCF
Pierre-Olivier Lapie, SFIO
Pierre André, IPAS
Jean Crouzier, IPAS
Pierre de Boissoneaux de Chevigny, IPAS

## Cinquième République

### Irelégislature(1958-1962)
| Circonscription     | Identité                                        | Parti | À partir du       | Jusqu'au          | Note |
| ------------------- | ----------------------------------------------- | ----- | ----------------- | ----------------- | ---- |
| 1re circonscription | Roger Souchal (suppléant : Bernard Guy)         | UNR   | 9 décembre 1958   | 9 octobre 1962    |      |
| 2e circonscription  | William Jacson (suppléant: Jean Breitenreicher) | UNR   | 9 décembre 1958   | 9 octobre 1962    |      |
| 3e circonscription  | Pierre Weber (suppléant : Maurice Camal)        | CNI   | 9 décembre 1958   | 9 octobre 1962    |      |
| 4e circonscription  | Pierre Dalainzy (suppléant : Jean Bichat)       | DVD   | 9 décembre 1958   | 9 octobre 1962    |      |
| 5e circonscription  | François Valentin (suppléant : André Picquot)   | CNI   | 9 décembre 1958   | 24 septembre 1961 | Dcs  |
| 5e circonscription  | André Picquot                                   | CNI   | 25 septembre 1961 | 9 octobre 1962    |      |
| 6e circonscription  | Roger Devemy (suppléant : Roger Bolzinger)      | MRP   | 9 décembre 1958   | 9 octobre 1962    |      |
| 7e circonscription  | Joseph Nou (suppléant : Henri Petin)            | UNR   | 9 décembre 1958   | 9 octobre 1962    |      |

### IIelégislature(1962-1967)
| Circonscription     | Identité                                         | Parti   | À partir du     | Jusqu'au     | Note |
| ------------------- | ------------------------------------------------ | ------- | --------------- | ------------ | ---- |
| 1re circonscription | Roger Souchal (suppléant : Abel Simard)          | UNR-UDT | 6 décembre 1962 | 2 avril 1967 |      |
| 2e circonscription  | William Jacson (suppléant : Jean Breitenreicher) | UNR-UDT | 6 décembre 1962 | 2 avril 1967 |      |
| 3e circonscription  | Pierre Weber (suppléant : Henri de Miscault)     | RI      | 6 décembre 1962 | 2 avril 1967 |      |
| 4e circonscription  | Pierre Dalainzy (suppléant : Jean Bichat)        | RI      | 6 décembre 1962 | 2 avril 1967 |      |
| 5e circonscription  | André Picquot (suppléante : Claire Leclerc)      | RI      | 6 décembre 1962 | 2 avril 1967 |      |
| 6e circonscription  | Hubert Martin (suppléant : Michel Garnier)       | RI      | 6 décembre 1962 | 2 avril 1967 |      |
| 7e circonscription  | Joseph Nou (suppléant : Alfred Navel)            | UNR-UDT | 6 décembre 1962 | 2 avril 1964 | Dem  |
| 7e circonscription  | Louis Dupont                                     | PCF     | 3 juin 1964     | 2 avril 1967 | ELP  |

### IIIelégislature(1967-1968)
| Circonscription     | Identité                                         | Parti | À partir du  | Jusqu'au    | Note |
| ------------------- | ------------------------------------------------ | ----- | ------------ | ----------- | ---- |
| 1re circonscription | Christian Fouchet                                | UD-Ve | 3 avril 1967 | 7 mai 1967  | Gvt  |
| 1re circonscription | Roger Souchal (suppléant)                        | UD-Ve | 8 mai 1967   | 30 mai 1968 |      |
| 2e circonscription  | William Jacson (suppléant : Jean Breitenreicher) | UD-Ve | 3 avril 1967 | 30 mai 1968 |      |
| 3e circonscription  | Pierre Weber (suppléant : Henri de Miscault)     | RI    | 3 avril 1967 | 30 mai 1968 |      |
| 4e circonscription  | Jean Bichat (suppléant : André Morel)            | RI    | 3 avril 1967 | 30 mai 1968 |      |
| 5e circonscription  | André Picquot (suppléante : Claire Leclerc)      | RI    | 3 avril 1967 | 30 mai 1968 |      |
| 6e circonscription  | Jean Bertrand (suppléant : René Kieffert)        | PCF   | 3 avril 1967 | 30 mai 1968 |      |
| 7e circonscription  | Jacques Trorial (suppléant : Robert Richoux)     | UD-Ve | 3 avril 1967 | 30 mai 1968 |      |

### IVelégislature(1968-1973)
| Circonscription     | Identité                                                     | Parti      | À partir du     | Jusqu'au       | Note |
| ------------------- | ------------------------------------------------------------ | ---------- | --------------- | -------------- | ---- |
| 1re circonscription | Roger Souchal (suppléant : Abel Simard)                      | UDR        | 11 juillet 1968 | 19 mai 1970    | Dem  |
| 1re circonscription | Jean-Jacques Servan-Schreiber (suppléant : Jules Jeanclaude) | CD Radical | 29 juin 1970    | 1er avril 1973 | ELP  |
| 2e circonscription  | William Jacson (suppléant : Jean Breitenreicher)             | UDR        | 11 juillet 1968 | 1er avril 1973 |      |
| 3e circonscription  | Pierre Weber (suppléant : Henri de Miscault)                 | RI         | 11 juillet 1968 | 1er avril 1973 |      |
| 4e circonscription  | Jean Bichat (suppléant : André Morel)                        | RI         | 11 juillet 1968 | 1er avril 1973 |      |
| 5e circonscription  | Christian Fouchet (suppléant : André Picquot), RI            | UDR        | 11 juillet 1968 | 1er avril 1973 |      |
| 6e circonscription  | Hubert Martin (suppléant : Maurice Inglebert)                | RI         | 11 juillet 1968 | 1er avril 1973 |      |
| 7e circonscription  | Jacques Trorial                                              | UDR        | 11 juillet 1968 | 12 août 1968   | Gvt  |
| 7e circonscription  | Robert Richoux (suppléant)                                   | UDR        | 13 août 1968    | 1er avril 1973 |      |

### Velégislature(1973-1978)
| Circonscription     | Identité                                                     | Parti      | À partir du     | Jusqu'au         | Note |
| ------------------- | ------------------------------------------------------------ | ---------- | --------------- | ---------------- | ---- |
| 1re circonscription | Jean-Jacques Servan-Schreiber (suppléant : Jules Jeanclaude) | Radical    | 2 avril 1973    | 2 avril 1978     |      |
| 2e circonscription  | Claude Coulais                                               | RI         | 2 avril 1973    | 20 décembre 1976 | Gvt  |
| 2e circonscription  | Jean-Claude Demonté (suppléant)                              | RI         | 22 janvier 1977 | 2 avril 1978     |      |
| 3e circonscription  | Pierre Weber (suppléant : Jules Houot)                       | RI         | 2 avril 1973    | 2 avril 1978     |      |
| 4e circonscription  | Jean Bichat (suppléant : André Morel)                        | RI         | 2 avril 1973    | 2 avril 1978     |      |
| 5e circonscription  | Christian Fouchet                                            | NI         | 2 avril 1973    | 11 août 1974     | Dcs  |
| 5e circonscription  | André Picquot (suppléant)                                    | NI puis RI | 12 août 1974    | 2 avril 1978     |      |
| 6e circonscription  | Gilbert Schwartz (suppléant : Christian Grosgeorge)          | PCF        | 2 avril 1973    | 2 avril 1978     |      |
| 7e circonscription  | Robert Drapier (suppléante : Ruth Ways)                      | NI         | 2 avril 1973    | 2 avril 1978     |      |

### VIelégislature(1978-1981)
| Circonscription     | Identité                                                    | Parti | À partir du       | Jusqu'au     | Note       |
| ------------------- | ----------------------------------------------------------- | ----- | ----------------- | ------------ | ---------- |
| 1re circonscription | Jean-Jacques Servan-Schreiber (suppléant : François Pontet) | UDF   | 3 avril 1978      | 30 juin 1978 | Annulation |
| 1re circonscription | Yvon Tondon                                                 | PS    | 24 septembre 1978 | 22 mai 1981  | ELP        |
| 2e circonscription  | Claude Coulais (suppléant : Jean-Claude Demonté)            | UDF   | 3 avril 1978      | 22 mai 1981  |            |
| 3e circonscription  | André Rossinot (suppléant : Jean-Luc Riethmuller)           | UDF   | 3 avril 1978      | 22 mai 1981  |            |
| 4e circonscription  | René Haby (suppléant : Roger Colin)                         | UDF   | 3 avril 1978      | 22 mai 1981  |            |
| 5e circonscription  | Marcel Bigeard (suppléant : Georges Husson)                 | UDF   | 3 avril 1978      | 22 mai 1981  |            |
| 6e circonscription  | Colette Goeuriot (suppléant : Jean-Pierre Minella)          | PCF   | 3 avril 1978      | 22 mai 1981  |            |
| 7e circonscription  | Antoine Porcu (suppléant : Jules Jean)                      | PCF   | 3 avril 1978      | 22 mai 1981  |            |

L'élection de M. Servan-Schreiber est invalidée par le Conseil Constitutionnel .

### VIIelégislature(1981-1986)
| Circonscription     | Identité                                             | Parti | À partir du    | Jusqu'au       | Note |
| ------------------- | ---------------------------------------------------- | ----- | -------------- | -------------- | ---- |
| 1re circonscription | Yvon Tondon (suppléant : Jean-François Grandbastien) | PS    | 2 juillet 1981 | 1er avril 1986 |      |
| 2e circonscription  | Job Durupt (suppléant : Jean-Marie Gilgenkrantz)     | PS    | 2 juillet 1981 | 1er avril 1986 |      |
| 3e circonscription  | André Rossinot (suppléant : Jean-Luc Riethmuller)    | UDF   | 2 juillet 1981 | 1er avril 1986 |      |
| 4e circonscription  | René Haby (suppléant : Guy Corbiat)                  | UDF   | 2 juillet 1981 | 1er avril 1986 |      |
| 5e circonscription  | Marcel Bigeard (suppléant : Georges Husson)          | UDF   | 2 juillet 1981 | 1er avril 1986 |      |
| 6e circonscription  | Colette Goeuriot (suppléant : Michel Giambi)         | PCF   | 2 juillet 1981 | 1er avril 1986 |      |
| 7e circonscription  | Jean-Paul Durieux (suppléant : Gilbert Gilson)       | PS    | 2 juillet 1981 | 1er avril 1986 |      |

### VIIIelégislature(1986-1988)
7 députés élus à la proportionnelle:
- Marcel Bigeard (DVD)
- Jean-Paul Durieux (PS)
- Job Durupt (PS)
- Colette Goeuriot (PCF)
- Jean-Yves Le Déaut (PS)
- Gérard Léonard (RPR)
- André Rossinot (UDF), nommé membre du Gouvernement. Remplacé par René Haby (UDF) à partir du 3 avril 1986, puis par Guy Vattier (UDF) à partir du 9 mai 1988.

### IXelégislature(1988-1993)
| Circonscription     | Identité                                         | Parti | À partir du      | Jusqu'au        | Note       |
| ------------------- | ------------------------------------------------ | ----- | ---------------- | --------------- | ---------- |
| 1re circonscription | André Rossinot (suppléante : Lucienne Parent)    | UDF   | 23 juin 1988     | 1er avril 1993  |            |
| 2e circonscription  | Job Durupt (suppléante : Marie-Claude Vayssade)  | PS    | 23 juin 1988     | 21 octobre 1988 | Annulation |
| 2e circonscription  | Gérard Léonard (suppléante : Françoise Nicolas)  | RPR   | 11 décembre 1988 | 1er avril 1993  | ELP        |
| 3e circonscription  | Claude Gaillard (suppléant : Marcel Le Bihan)    | UDF   | 23 juin 1988     | 1er avril 1993  |            |
| 4e circonscription  | Daniel Reiner (suppléant : Robert Coinsmann)     | PS    | 23 juin 1988     | 1er avril 1993  |            |
| 5e circonscription  | Michel Dinet (suppléant : Jean-Paul Vinchelin)   | PS    | 23 juin 1988     | 1er avril 1993  |            |
| 6e circonscription  | Jean-Yves Le Déaut (suppléant : Alain Corradi)   | PS    | 23 juin 1988     | 1er avril 1993  |            |
| 7e circonscription  | Jean-Paul Durieux (suppléant : Christian Eckert) | PS    | 23 juin 1988     | 1er avril 1993  |            |

### Xelégislature(1993-1997)
| Circonscription     | Identité                                         | Parti | À partir du       | Jusqu'au      | Note |
| ------------------- | ------------------------------------------------ | ----- | ----------------- | ------------- | ---- |
| 1re circonscription | André Rossinot                                   | UDF   | 2 avril 1993      | 1er mai 1993  | Gvt  |
| 1re circonscription | Jean-Marie Schléret (suppléant)                  | UDF   | 2 mai 1993        | 27 juin 1995  | Dem  |
| 1re circonscription | André Rossinot                                   | UDF   | 17 septembre 1995 | 21 avril 1997 |      |
| 2e circonscription  | Gérard Léonard (suppléante : Françoise Nicolas)  | RPR   | 2 avril 1993      | 21 avril 1997 |      |
| 3e circonscription  | Claude Gaillard (suppléant : Marcel Le Bihan)    | UDF   | 2 avril 1993      | 21 avril 1997 |      |
| 4e circonscription  | François Guillaume (suppléant : Emmanuel Gérard) | RPR   | 2 avril 1993      | 21 avril 1997 |      |
| 5e circonscription  | Aloys Geoffroy (suppléant : Thibault Leclerc)    | UDF   | 2 avril 1993      | 21 avril 1997 |      |
| 6e circonscription  | Jean-Yves Le Déaut (suppléant : Alain Corradi)   | PS    | 2 avril 1993      | 21 avril 1997 |      |
| 7e circonscription  | Jean-Paul Durieux (suppléant : Christian Eckert) | PS    | 2 avril 1993      | 21 avril 1997 |      |

### XIelégislature(1997-2002)
| Circonscription     | Identité                                           | Parti | À partir du      | Jusqu'au        | Note |
| ------------------- | -------------------------------------------------- | ----- | ---------------- | --------------- | ---- |
| 1re circonscription | Jean-Jacques Denis (suppléant : Jean-Paul Bolmont) | PS    | 1er juin 1997    | 18 juin 2002    |      |
| 2e circonscription  | René Mangin (suppléante : Monique Alosi)           | PS    | 1er juin 1997    | 18 juin 2002    |      |
| 3e circonscription  | Claude Gaillard (suppléante : Annie Leclerc)       | UDF   | 1er juin 1997    | 18 juin 2002    |      |
| 4e circonscription  | François Guillaume (suppléant : Thierry Pérardel)  | RPR   | 1er juin 1997    | 24 octobre 1997 | ELP  |
| 4e circonscription  | François Guillaume                                 | RPR   | 14 décembre 1997 | 18 juin 2002    |      |
| 5e circonscription  | Nicole Feidt (suppléant : Alain Delhotal)          | PS    | 1er juin 1997    | 18 juin 2002    |      |
| 6e circonscription  | Jean-Yves Le Déaut (suppléant : Alain Corradi)     | PS    | 1er juin 1997    | 18 juin 2002    |      |
| 7e circonscription  | Jean-Paul Durieux (suppléant : Christian Eckert)   | PS    | 1er juin 1997    | 18 juin 2002    |      |

### XIIelégislature(2002-2007)
| Circonscription     | Identité                                          | Parti                  | À partir du       | Jusqu'au        | Note |
| ------------------- | ------------------------------------------------- | ---------------------- | ----------------- | --------------- | ---- |
| 1re circonscription | Laurent Hénart                                    | Radical puis UMP       | 19 juin 2002      | 30 avril 2004   | Gvt  |
| 1re circonscription | Corinne Marchal-Tarnus (suppléante)               | Radical puis UMP       | 1er mai 2004      | 16 juillet 2005 | Dem  |
| 1re circonscription | Laurent Hénart                                    | Radical puis UMP       | 12 septembre 2005 | 19 juin 2007    |      |
| 2e circonscription  | Gérard Léonard                                    | RPR puis UMP           | 19 juin 2002      | 6 juin 2006     | Dcs  |
| 2e circonscription  | Patricia Burckhart-Vandevelde (suppléante)        | RPR puis UMP           | 7 juin 2006       | 19 juin 2007    |      |
| 3e circonscription  | Claude Gaillard (suppléante : Mireille Gazin)     | UDF puis UMP           | 19 juin 2002      | 19 juin 2007    |      |
| 4e circonscription  | François Guillaume (suppléant : Jacques Lamblin)  | RPR puis UMP           | 19 juin 2002      | 19 juin 2007    |      |
| 5e circonscription  | Nadine Morano (suppléant : Jean-Jacques Denisart) | DVD puis UMP           | 19 juin 2002      | 19 juin 2007    |      |
| 6e circonscription  | Jean-Yves Le Déaut (suppléant : Alain Corradi)    | PS                     | 19 juin 2002      | 19 juin 2007    |      |
| 7e circonscription  | Édouard Jacque (suppléante : Hélène Stepien)      | Parti radical puis UMP | 19 juin 2002      | 19 juin 2007    |      |

### XIIIelégislature(2007-2012)
| Circonscription     | Identité                                             | Parti | À partir du  | Jusqu'au     | Note |
| ------------------- | ---------------------------------------------------- | ----- | ------------ | ------------ | ---- |
| 1re circonscription | Laurent Hénart (suppléante : Corinne Marchal-Tarnus) | UMP   | 20 juin 2007 | 19 juin 2012 |      |
| 2e circonscription  | Hervé Féron (suppléante : Geneviève Arnaud)          | PS    | 20 juin 2007 | 19 juin 2012 |      |
| 3e circonscription  | Valérie Rosso-Debord (suppléant : Claude Guillerme)  | UMP   | 20 juin 2007 | 19 juin 2012 |      |
| 4e circonscription  | Jacques Lamblin (suppléant : Bernard Muller)         | UMP   | 20 juin 2007 | 19 juin 2012 |      |
| 5e circonscription  | Nadine Morano                                        | UMP   | 20 juin 2007 | 18 mars 2008 | Gvt  |
| 5e circonscription  | Philippe Morenvillier (suppléant)                    | UMP   | 19 mars 2008 | 19 juin 2012 |      |
| 6e circonscription  | Jean-Yves Le Déaut (suppléante : Céline Henquinet)   | PS    | 20 juin 2007 | 19 juin 2012 |      |
| 7e circonscription  | Christian Eckert (suppléant : Jean-Marc Fournel)     | PS    | 20 juin 2007 | 19 juin 2012 |      |

### XIVelégislature(2012-2017)
| Circonscription     | Identité                                              | Parti | À partir du  | Jusqu'au     | Note |
| ------------------- | ----------------------------------------------------- | ----- | ------------ | ------------ | ---- |
| 1re circonscription | Chaynesse Khirouni (suppléant : Jean-Paul Monin)      | PS    | 20 juin 2012 | 20 juin 2017 |      |
| 2e circonscription  | Hervé Féron (suppléante : Evelyne Gareaux)            | PS    | 20 juin 2012 | 20 juin 2017 |      |
| 3e circonscription  | Christian Eckert                                      | PS    | 20 juin 2012 | 9 mai 2014   | Gvt  |
| 3e circonscription  | Jean-Marc Fournel (suppléant)                         | PS    | 10 mai 2014  |              |      |
| 4e circonscription  | Jacques Lamblin (suppléant : Thibault Bazin)          | UMP   | 20 juin 2012 | 20 juin 2017 |      |
| 5e circonscription  | Dominique Potier (suppléante : Martine Huot-Marchand) | PS    | 20 juin 2012 | En cours     |      |
| 6e circonscription  | Jean-Yves Le Déaut (suppléant : Julien Vaillant)      | PS    | 20 juin 2012 | 20 juin 2017 |      |

### XVelégislature(2017-2022)
| Circonscription                                 | Identité             | Parti | Parti           | Suppléant             | Autres mandats                                                                  |
| ----------------------------------------------- | -------------------- | ----- | --------------- | --------------------- | ------------------------------------------------------------------------------- |
| Première circonscription de Meurthe-et-Moselle  | Carole Grandjean     |       | LREM            | Philippe Guillemard   |                                                                                 |
| Deuxième circonscription de Meurthe-et-Moselle  | Laurent Garcia       |       | MoDem           | Pascale César         |                                                                                 |
| Deuxième circonscription de Meurthe-et-Moselle  | Pascale César (2022) |       |                 |                       |                                                                                 |
| Troisième circonscription de Meurthe-et-Moselle | Xavier Paluszkiewicz |       | LREM            | Soraya Relativo       | Maire de Villers-la-Montagne                                                    |
| Quatrième circonscription de Meurthe-et-Moselle | Thibault Bazin       |       | LR              | Jacques Lamblin       | Maire de Rosières-aux-Salines Conseiller départemental du canton de Lunéville-2 |
| Cinquième circonscription de Meurthe-et-Moselle | Dominique Potier     |       | PS              | Martine Huot-Marchand |                                                                                 |
| Sixième circonscription de Meurthe-et-Moselle   | Caroline Fiat        |       | FI ENS puis GRS | Marc Didier           |                                                                                 |

### XVIelégislature(2022-2024)
| Circonscription                                 | Identité                              | Parti | Parti | Suppléant                                   | Autres mandats                                    |
| ----------------------------------------------- | ------------------------------------- | ----- | ----- | ------------------------------------------- | ------------------------------------------------- |
| Première circonscription de Meurthe-et-Moselle  | Carole Grandjean jusqu'au 4 août 2022 |       | LREM  | Philippe Guillemard à partir du 5 août 2022 | Conseillère municipale de Nancy                   |
| Deuxième circonscription de Meurthe-et-Moselle  | Emmanuel Lacresse                     |       | LREM  | Sonia Sadoune                               |                                                   |
| Troisième circonscription de Meurthe-et-Moselle | Martine Étienne                       |       | LFI   | Patrice Zolfo                               | Adjointe au maire de Longwy                       |
| Quatrième circonscription de Meurthe-et-Moselle | Thibault Bazin                        |       | LR    | Valérie Payeur                              | Conseiller départemental du canton de Lunéville-2 |
| Cinquième circonscription de Meurthe-et-Moselle | Dominique Potier                      |       | PS    | Audrey Bardot                               |                                                   |
| Sixième circonscription de Meurthe-et-Moselle   | Caroline Fiat                         |       | LFI   | Julien Hézard                               | Conseillère départementale du canton de Jarny     |

### XVIIelégislature(2024- )
| Circonscription                                 | Identité         | Parti | Parti | Suppléant      | Autres mandats                                                                             |
| ----------------------------------------------- | ---------------- | ----- | ----- | -------------- | ------------------------------------------------------------------------------------------ |
| Première circonscription de Meurthe-et-Moselle  | Estelle Mercier  |       | PS    | Claude Thomas  | Adjointe au maire de Nancy                                                                 |
| Deuxième circonscription de Meurthe-et-Moselle  | Stéphane Hablot  |       | PS    | Isabelle Lucas | Conseiller municipal de Vandoeuvre-lès-Nancy Vice-président de la Métropole du Grand Nancy |
| Troisième circonscription de Meurthe-et-Moselle | Frédéric Weber   |       | RN    | Tom Maiani     |                                                                                            |
| Quatrième circonscription de Meurthe-et-Moselle | Thibault Bazin   |       | LR    | Valérie Payeur | Conseiller départemental du canton de Lunéville-2                                          |
| Cinquième circonscription de Meurthe-et-Moselle | Dominique Potier |       | PS    | Audrey Bardot  |                                                                                            |
| Sixième circonscription de Meurthe-et-Moselle   | Anthony Boulogne |       | RN    | Angelina Ribau | Conseillère départementale du canton de Jarny                                              |